# Beaufort West
Beaufort West (englisch) oder Beaufort-Wes (Afrikaans) ist eine Stadt in der Lokalgemeinde Beaufort West, Distrikt Central Karoo in der südafrikanischen Provinz Westkap, mit 34.085 Einwohnern. Benachbarte Städte sind Laingsburg (198 Kilometer entfernt), Prince Albert (159 Kilometer entfernt) und das 179 Kilometer entfernte Oudtshoorn.
Die Gemeinde wurde 1818 auf der Farm Hooyvlakte gegründet und nach Henry Somerset, 5. Herzog von Beaufort Beaufort benannt. Somerset war der Vater des Gouverneurs Charles Henry Somerset, des Gouverneurs der Kapkolonie. Der Ort wurde am 3. Februar 1837 als erster mit Stadtrechten in der Kapkolonie ausgestattet.

## Tourismus
Mehrere historische Gebäude prägen das Bild von Beaufort West. Besonders sehenswert ist das Stadshuis, welches 1867 erbaut wurde und in der Donkin Street steht. Die ehemalige Stadthalle ist heute ein Museum, in dem in etwa 1000 Exponaten das Leben des weltbekannten Herzchirurgen Christiaan Barnard und dessen erste Herztransplantation dargestellt werden.
Zehn Kilometer von der Stadt entfernt liegt der 80.000 Hektar umfassende Karoo-Nationalpark. Dort leben unter anderem Büffel, Nashörner, Bergzebras sowie Schwarzadler. Neben Wanderungen oder Fahrten im eigenen Auto kann der Naturpark auf dem „Fossilien-Lehrpfad“ erkundet werden, da es in dieser Region einige paläontologische Funde gibt.
Bekannt ist Beaufort West auch für die zahlreichen Schafsfarmen.

## Söhne und Töchter der Stadt
- Elizabeth Maria Molteno (1852–1927), fortschrittliche Pädagogin, Frauen- und Menschenrechtlerin
- Maria Wilman (1867–1957), Botanikerin und Geologin
- Christiaan Barnard (1922–2001), Chirurg der ersten Herztransplantation
- Grey Villet (1927–2000), Fotojournalist
- Patricia de Lille (* 1951), Politikerin